# 杭州湾

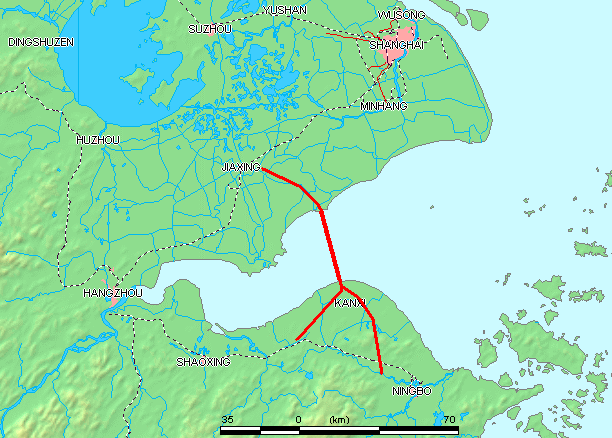
東に向かって開いた杭州湾。北が上海、西奥が杭州、南が寧波。東に舟山群島が散らばり、中央に杭州湾海上大橋（赤い線）が架かる

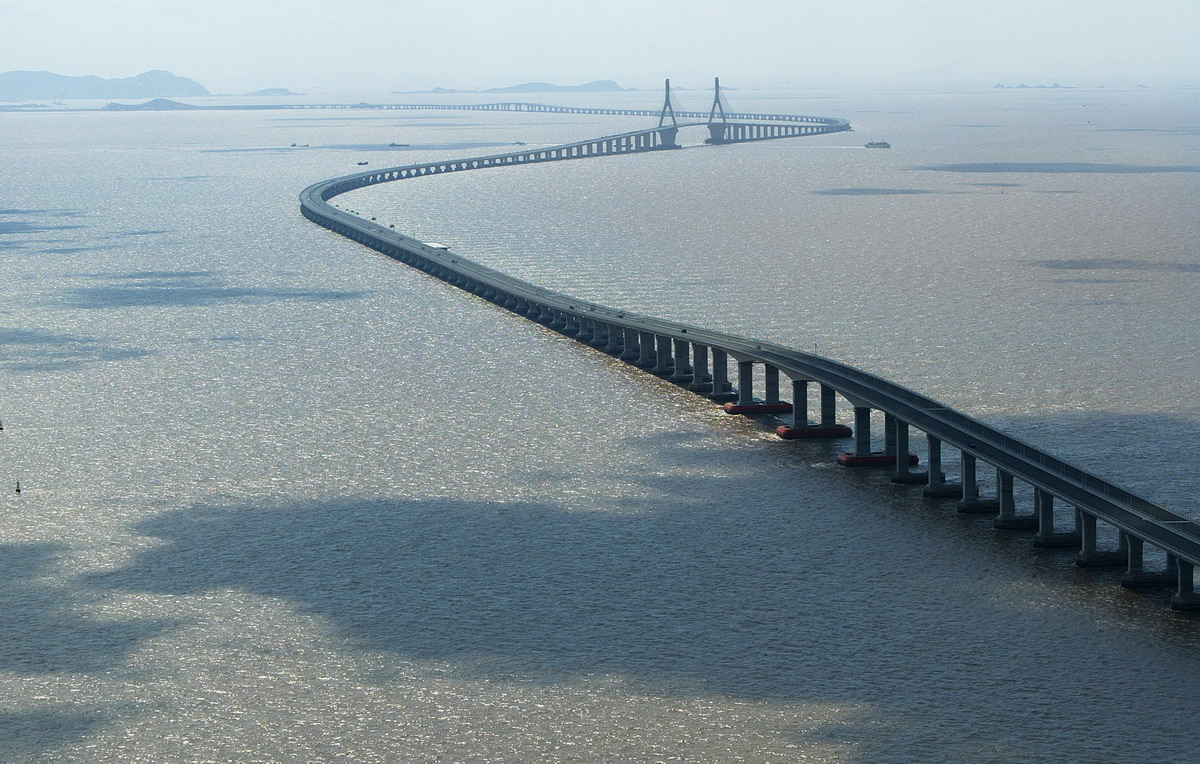
洋山深水港と上海との間を結ぶ東海大橋

杭州湾（こうしゅうわん、拼音: hángzhōu wān, Hangzhou Bay）は、中華人民共和国の東シナ海に面してラッパ状に開いた湾。湾の大部分は浙江省にあるが、湾の北岸の一部は上海市に属する。
上海市および浙江省嘉興市が北岸に面し、湾の奥には杭州市があり、湾の南岸には紹興市と寧波市が面する。上海市の揚子角から寧波市鎮海区を結ぶ線が湾の東の境界であり、そのすぐ外には非常に多くの島が集まる舟山群島（舟山市）、中国有数の港である北侖港（北侖区）がある。
湾の奥には銭塘江が注いでおり、杭州湾は銭塘江の大きな三角江になっている。銭塘江は世界でも最大級の海嘯が起こることで知られ、高さ9mほどの波が時速40kmほどで川の上流へとさかのぼる。特に中秋の名月のころに大きくなるとされ、大勢の観光客が集まる。
湾の中央部には長さ35.673 kmの杭州湾海上大橋（杭州湾跨海大橋）の建設が進められ、2007年6月14日に連結され、2008年5月1日に開通した。世界でも2番目に長い橋であり、北の上海と南の寧波との間の陸路が大幅に短縮された。また2005年12月、湾の入口にある洋山群島が埋め立てられ、上海の新たな大深度港湾やコンテナターミナルとなる洋山港（洋山深水港）が設けられた。上海市の揚子角から洋山港までの間には、32.5kmの長大橋・東海大橋が建設された。